# Società Sportiva Juventus Stabia 1972-1973
Questa voce raccoglie le informazioni riguardanti la Società Sportiva Juventus Stabia nelle competizioni ufficiali della stagione 1972-1973.

## Stagione
In questa stagione la Juventus Stabia disputa il campionato di Serie C girone C, terminando il campionato al settimo posto in classifica. Nell'arco delle 38 giornate realizza 42 punti, con 14 vittorie, 14 pareggi e 10 sconfitte.

## Rosa
| N. |                   | Ruolo | Calciatore           |
| -- | ----------------- | ----- | -------------------- |
|    | Italia (bandiera) | P     | Primo Germano        |
|    | Italia (bandiera) | D     | Flavio Malagamba     |
|    | Italia (bandiera) | D     | Giuseppe Viganò      |
|    | Italia (bandiera) | C     | Pasquale Santosuosso |
|    | Italia (bandiera) | D     | Paolo Pierbattista   |
|    | Italia (bandiera) | D     | Gennaro Olivieri     |
|    | Italia (bandiera) | C     | Franco Rotili        |
|    | Italia (bandiera) | A     | Flaminio De Biase    |
|    | Italia (bandiera) | A     | Pasquale Pirone      |
|    | Italia (bandiera) | A     | Alfredo Ciannameo    |

| N. |                   | Ruolo | Calciatore           |
| -- | ----------------- | ----- | -------------------- |
|    | Italia (bandiera) | A     | Livio Ferraro        |
|    | Italia (bandiera) | P     | Luigi Luongo         |
|    | Italia (bandiera) | A     | Carlo Morosini       |
|    | Italia (bandiera) | D     | Gianfranco Lusuardi  |
|    | Italia (bandiera) | C     | Enrico Prota         |
|    | Italia (bandiera) | C     | Siro D'Alessandro    |
|    | Italia (bandiera) | C     | Vittorio Schifilliti |
|    | Italia (bandiera) |       | Tirone               |
|    | Italia (bandiera) |       | Martella             |